# SASAYAMA.
SASAYAMA.（ささやま、1982年12月21日 - ）は、日本のボーカリスト、音楽家、シンガーソングライター。
兵庫県尼崎市生まれ。所属レーベルは「Living On the Record」。